# SN 2007pe
SN 2007pe – supernowa typu Ia odkryta 21 października 2007 roku w galaktyce A022104+0029. W momencie odkrycia miała maksymalną jasność 21,80m.